# André Milongo

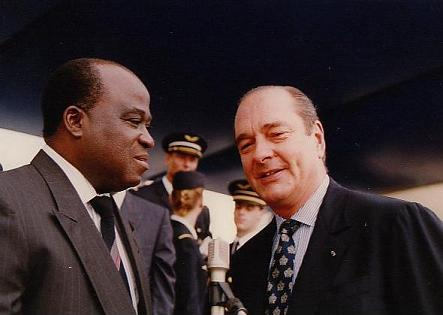
André Milongo et Jacques Chirac.

André Milongo, né le 20 octobre 1935 à Mankondi et mort le 23 juillet 2007 à Paris, est un homme politique congolais (Congo-Brazzaville).
Il a obtenu une maîtrise de l'université de Nancy, puis étudie à l'ENA.
Il a été fonctionnaire de la Banque mondiale, fondateur de l'Union pour la démocratie et la république (UDR-Mwinda), Premier ministre de la période de transition entre 1991 et 1992, président de l’Assemblée nationale et membre du Conseil national de transition (CNT).
Il se présente comme candidat à la présidence en 1992, où il termine quatrième après Pascal Lissouba, et de nouveau en 2002 comme principale candidat de l’opposition face à Denis Sassou Nguesso mais se retire moins de 48 heures avant le scrutin estimant que « les conditions de transparence du scrutin n'étaient pas garanties ».

## Biographie
Né le 20 octobre 1935 à Makondi, dans le district de Louingui, département du Pool, André Milongo est mort le 23 juillet 2007, à l'âge de 72 ans. Il est issu d’une famille de quatre enfants, des feux Massengo André et Batambikissa Suzanne.   
Il a eu une riche carrière administrative et politique. 
André Milongo Ntsatouabantou a fait ses études primaires à l’école protestante de Musana, puis à l’école Saint-Joseph de Bakongo (deuxième arrondissement de Brazzaville), où il obtient son certificat d’études primaires et élémentaires (CEPE) en 1949. La même année, il se présente au concours d’entrée au secondaire et sort major de la promotion. De 1949 à 1957, il est au lycée Pierre Savorgnan de Brazza, où il obtient le baccalauréat littéraire option philosophie. 
Grâce à ce diplôme, il obtient une bourse d’État pour la France et s’inscrit à l’Université de Nancy où il retrouve son camarade de lycée Aloïse Moudileno-Massengo. En 1961, André Milongo obtient la Licence puis la Maîtrise en droit public, puis est admis à l’École nationale d’administration (ENA) de France. Du retour au Congo après ses études, il est nommé Trésorier payeur général ; poste qu’il occupe de 1964 à 1969. Après le Trésor il est nommé directeur des investissements au ministère du Plan. Il assume ensuite, entre 1975 et 1976, les fonctions de conseiller économique et financier du Premier ministre Henri Lopez. Concomitamment, il exerce en qualité d’administrateur suppléant non résident de la Banque africaine de développement (BAD), avant de devenir administrateur titulaire de la BAD, de 1976 à 1983, représentant le Congo, le Cameroun, le Bénin, la Côte d’Ivoire, le Burkina Faso, le Niger et la Mauritanie. De 1986 à 1990, André Milongo est administrateur titulaire de la Banque mondiale, représentant 24 pays africains. 
Revenu au pays à la faveur de la conférence nationale souveraine de 1991, qui a ouvert le Congo au multipartisme, André Milongo fonde l'Union pour la démocratie et la République (UDR-Mwinda). Après avoir été élu Premier ministre de la période de transition entre 1991 et 1992, il termine en quatrième position de la présidentielle de 1992, remportée par Pascal Lissouba. André Milongo devient, le 22 juin 1993, président de l'Assemblée nationale, poste qu'il occupe jusqu'au 5 juin 1997. Il est ensuite membre du Conseil national de transition (CNT), mis en place à la fin du conflit armé de juin 1997.
Candidat de l'opposition lors de l’élection présidentielle de 2002, M. Milongo se retire moins de 48 heures avant le scrutin, estimant que «les conditions de transparence du scrutin n'étaient pas garanties». La même année, il a été réélu député de la circonscription de Boko, dans le département du Pool. En raison de problèmes de santé, il n'a pu battre campagne pour sa réélection en juin 2007 et a été éliminé dès le premier tour le 24 juin. 
André Milongo a été enterré à Mafouta (arrondissement Makélékélé, Brazzaville) devant plusieurs dizaines de milliers de ses partisans et autres Congolais, dans la résidence où il a toujours vécu, au mois d'août 2007.

## Sources
- Biographie